# Juhani Aho
Pour les articles homonymes, voir Aho.
Juhani Aho (Johannes Brofeldt jusqu'en 1907 ; né le 11 septembre 1861 à Lapinlahti et mort le 8 août 1921 à Helsinki) est un écrivain finlandais.
Sa carrière d'écrivain a duré quarante ans.
Juhani Aho fut le premier écrivain professionnel en Finlande, plusieurs fois proposé pour le prix Nobel de littérature. Il fut également journaliste et traducteur (de Maupassant, Zola, Daudet, Lagerlöf...). Son œuvre est toujours considérée comme l'une des pièces maîtresses de la littérature des pays du nord, et continue d'être rééditée et lue. Le cent cinquantième anniversaire de sa naissance a donné lieu en 2011 à de nombreux hommages, publications et expositions en Finlande. 

## Biographie

### Vie
Fils du pasteur Henrik Gustaf Theodor Brofeldt et de Karolina Fredrika Emelie Snellman, il est l’aîné des dix enfants du couple. Aho entre au Lycée de Kuopio en 1872 et obtient son baccalauréat en 1880. Il étudie ensuite à l'université d'Helsinki, la langue finnoise, la littérature et l'histoire. Jeune étudiant, Aho se fait déjà remarquer en remportant le concours d'écriture littéraire de sa nation.
Avec sa femme, la peintre Wendla ”Venny” Irene Soldan-Brofeldt, il eut deux fils : Heikki et Antti, ainsi qu'un fils, Bjorn, avec sa belle-sœur Mathilda "Tilly" Soldan.
Heikki Aho (1895-1961) et Björn Soldan (1902-1953) sont considérés comme les pionniers du film documentaire finlandais. Leur compagnie, Aho & Soldan, fondée en 1924, a produit plus de 400 documentaires. Egalement photographes, Heikki Aho et Björn Soldan ont marqué l'histoire artistique de la Finlande, tout autant qu'ils ont documenté l'histoire et le développement de leur pays. Expressionniste, dans la lignée de l'avant-garde européenne de l'époque, leur œuvre est aujourd'hui saluée dans le monde entier. Dix photographies d'Aho & Soldan font depuis 2013 partie du fonds permanent du Centre Pompidou. La fille d'Heikki Aho, Claire Aho (1925-2015) est elle aussi une photographe, renommée notamment pour ses photos de mode. Eclats, cent ans d'histoire d'une famille (Lastuja – Taiteilijasuvun vuosisata), documentaire réalisé en 2011 par Peter von Bagh, relate l'histoire de cette famille d'artistes.

### Carrière d'écrivain
Juhani Aho écrit plusieurs romans et nouvelles, ses premières nouvelles sont publiées en 1883. En 1884 Il interrompt ses études pour devenir écrivain et journaliste indépendant . Aho travaille pour plusieurs journaux (Uusi Suometar, Savo...) et participe à la création du quotidien Päivälehti, dont le successeur sera Helsingin Sanomat. Il collaborera avec Helsingin Sanomat jusqu'à son décès.
Membre du parti jeune finnois, il prend part aux luttes politiques et sociales, s'oppose à la domination russe en Finlande et œuvre pour la promotion de la langue finnoise.
En 1889 et 1890, un séjour à Paris lui permet d'approfondir sa connaissance de la littérature française, dont il subit l'influence. Il participa également au comité de (re)traduction de la bible en finnois.

## Œuvre
L'œuvre de Juhani Aho reflète les deux grands courants qui dominent à cette époque la littérature finlandaise: le naturalisme et le néoromantisme.
Dans sa nouvelle « Au temps où père acheta la lampe » (1883) et dans son court roman Chemin de fer (1884), il décrit avec humour l'introduction du progrès technique dans les campagnes. Il consacre ensuite deux romans à une exploration de la psychologie féminine : La Fille du pasteur (1885) et La Femme du pasteur (1893), souvent comparé à Madame Bovary. Il publie également deux longues nouvelles : Vers Helsinki (1889) et Seul (1890).
Par le symbolisme et le romantisme qui l'irriguent, Seul tient une place singulière dans l'œuvre considérable d'Aho. Seul est le monologue cyclothymique d'un homme épris,ou qui croit l'être, qui s'exalte et se désespère, ressassant sans cesse ses sentiments. En proie au désarroi, il peut lui arriver de confondre poétiquement les Grands Boulevards parisiens et la forêt finlandaise. Mais c'est avec la plus grande minutie qu'il décrit ses états d'âmes fluctuants. Selon l'universitaire Jyrki Nummi, on peut tenir le personnage principal de Seul comme un flâneur, tel que le définit Baudelaire dans Le Peintre de la vie moderne.
D'après Taina Tuhkunen-Couzic, « Seul reçut un accueil houleux en Finlande. Jugé inadmissible par les autorités finlandaises qui avaient subventionné ce qui devait constituer un voyage d'études permettant à Aho d'élaborer des ouvrages dignes d'une nation en cours de création, le roman s'inspire de différents courants littéraires européens de l'époque, sans tourner le dos aux racines kalevaliennes de sa culture d'origine. Oscillant entre les polarités géographiques, historiques, éthiques et esthétiques, Seul se lit également comme l'un des premiers signes avant-coureurs du modernisme dans la littérature finnoise ». Selon un sénateur finlandais, "au moment même où il devrait s'identifier avec les souffrances de son peuple et encourager l'esprit patriotique, Juhani Aho, manifestement aliéné de son peuple, dirige son Pégase dans les égouts de Paris pour y ramasser des saletés qu'il sert ensuite à son peuple."
Récit semi-autobiographique, Seul met aussi en scène Aino Järnefelt, la future femme de Jean Sibelius. Après avoir lu Seul, le compositeur écrivit à Aho et le provoqua en duel, mais décida le lendemain matin de ne pas lui envoyer la lettre...
Juhani Aho est aussi l'auteur de nouvelles qu'il compare à des copeaux tombés sur le sol dans l'atelier d'un charpentier : Copeaux (1891). Ce premier volume sera suivi de sept autres, qui comprendront des textes de genres et de tons très divers.
Il change ensuite d'orientation avec un roman historique consacré à la lutte entre paganisme et christianisme dans la Finlande du XVIIe siècle, Panu (1897), où il adopte les thèmes et le style du néo-romantisme. Dans la même veine, il publie en 1906 Le Printemps et les gelées tardives, roman sur les débuts du réveil national finnois dans les années 1840.
En 1911, avec Juha (traduit en français sous le titre L'Écume des rapides ; adapté au cinéma par Mauritz Stiller avec À travers les rapides en 1921 et par Aki Kaurismäki avec Juha en 1999), il renoue avec un style plus réaliste. Le roman décrit les relations entre un vieux mari bienveillant, sa jeune épouse insatisfaite et un étranger qui la séduit et l'enlève, au milieu de la forêt et des rapides de Carélie. Juha est l'un des plus grands classiques du roman finlandais. Il a été adapté en livret pour l'opéra Juha du compositeur finlandais Leevi Madetoja.

### Livres traduits en français
- Juhani Aho, Le Peuple genévrier, L'élan, 2009 (ISBN 2909027783)
- Juhani Aho (trad. Maurice de Coppet), Copeaux, Nantes, L'Élan, 1991 (ISBN 2-909027-01-5)
- Juhani Aho (trad. J. Perrin d'Agnel), La Femme du pasteur, Nouvelle Édition, 1946
- Juhani Aho (trad. Bénédicte Villain), Seul [« Yksin »], Rivages, 2013  (ISBN 978-2743625870)
- Juhani Aho (trad. Lucie Thomas), L'Écume des rapides, Paris, Publications orientalistes de France, coll. « D'étranges Pays », 1978 (ISBN 2716901155)
- Juhani Aho, René Puaux, Pour Ma Finlande!: Avec Un Essai Sur La Littérature Finlandaise., Nabu Press, 2012 (ISBN 978-1274169891)
- Juhani Aho (trad. Martin Carayol), Solitude (premier chapitre) (lire en ligne)